# Кауарано
Кауарано (Cahuarano) — почти исчезнувший язык коренного американского народа, принадлежащий семье языков сапаро, на котором говорит около 5 человек, проживающих на истоках реки Нанай провинции Майнас региона Лорето в Перу. Хотя язык классифицируется как исчезнувший, он может быть мёртвым, потому что его бывшие носители в настоящее время говорят на испанском языке.